# Theaterproduzent
Ein Theaterproduzent (auch Live-Entertainment Produzent, Theatrical Producer oder Theatre Producer) ist eine Person, die alle Aspekte der Kreation, Produktion und wirtschaftlichen Auswertung einer Theaterproduktion allumfassend plant und in Managerfunktion verantwortlich leitet. Theaterproduktion meint in diesem Zusammenhang Bühnenproduktionen aller Genres, also u. a. auch Musiktheater wie Oper, Musical, Show, Revue oder das Tanztheater. Das Berufsbild des Theaterproduzenten ist nicht zu verwechseln mit dem Berufsbild des Musikproduzenten, es ähnelt aber in einigen Aspekten der Tätigkeit des Filmproduzenten.
Historisch wurde der Theaterproduzent auch als Impresario bezeichnet. Im englischen Sprachraum wird diese Bezeichnung auch heute noch benutzt.

## Tätigkeit des Theaterproduzenten
Der Theaterproduzent stellt das Kreativteam für die Produktion zusammen, u. a. Autor, Regisseur, Komponist, Choreograf, Bühnenbildner, Kostümbildner, Requisiteur, Licht-Designer, Sound-Designer. Der Produzent nimmt alle Akteure unter Vertrag, ggf. zu einem späteren Zeitpunkt auch die Künstler oder das Ensemble. Sollten hierzu vorab Auditions oder Castings notwendig sein, organisiert und leitet der Theaterproduzent diese gemeinsam mit dem Regisseur. Oftmals ist der Theaterproduzent auch der Initiator und Ideengeber für die neue Produktion – er hat daher eine Schlüsselfunktion für die Stoffentwicklung, die Stoffauswahl und die Kreation neuer Formate im Theater.

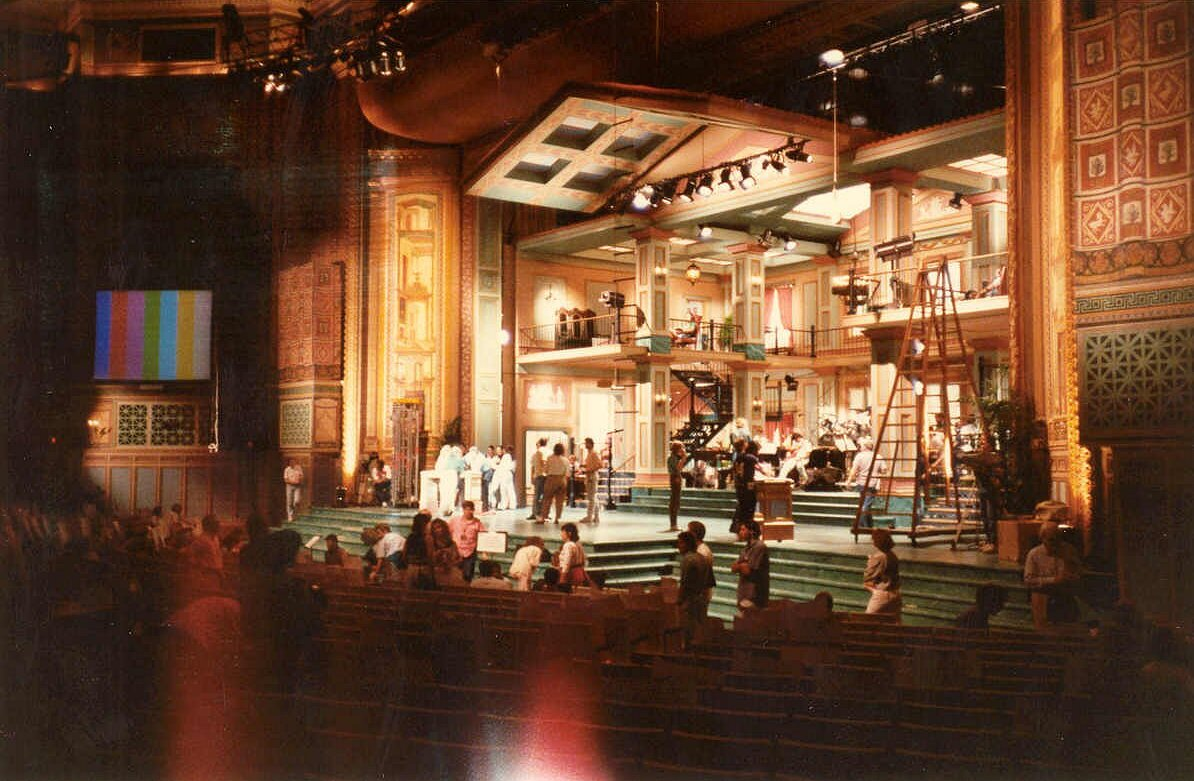
Probenphase einer Bühnenproduktion

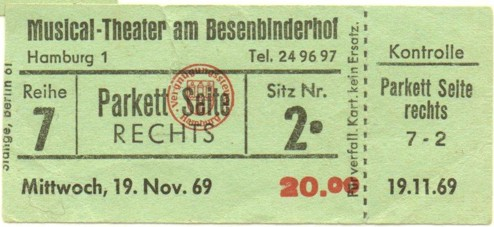
Showticket Musical „Hair“, Hamburg 1969

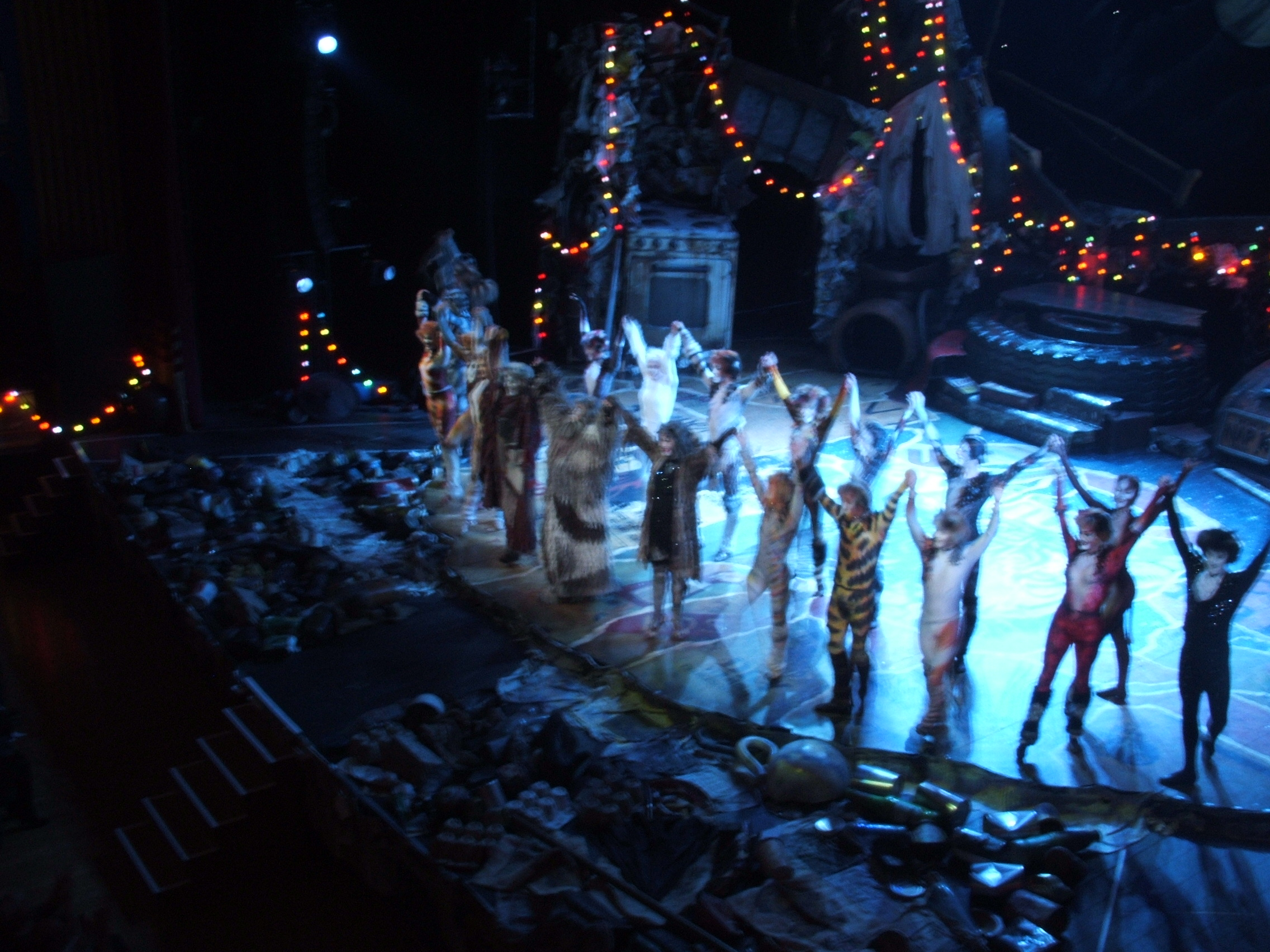
Schlussapplaus Musicalproduktion „Cats“, 2008

Der Schaffensprozess, angefangen bei der Stoffentwicklung über die Proben bis zu den Aufführungen, wird vom Theaterproduzenten strukturiert, koordiniert, gesteuert und überwacht, dabei stets auch inhaltlich begleitet. Vereinzelt treten Theaterproduzenten hierbei auch gleichzeitig als Regisseur auf, insbesondere bei kleineren Produktionen.
Der kommerzielle Theaterproduzent sorgt für die Finanzierung der Produktion, u. a. durch die Akquisition von Investoren, sollte er nicht in einem öffentlich subventionierten Umfeld arbeiten oder durch Eigenmittel oder Sponsoring finanzieren. In England und den USA ist die Fremdfinanzierung von Theaterproduktionen durch Investoren alltäglich, etwa am New Yorker Broadway oder am Londoner West End, während dies im deutschsprachigen Raum bis heute eher die Ausnahme bleibt.
Der Theaterproduzent ist für alle wirtschaftlichen und finanziellen Aspekte einer Produktion verantwortlich, u. a. für die Berechnung und Überwachung der Produktionsbudgets und laufenden Kosten von Beginn der Planungen an bis nach der letzten Aufführung einer Produktion. Hierbei bewegt er sich als leitende Schlüsselfigur und Mittler stets im Spannungsfeld zwischen künstlerischer Kreation und wirtschaftlicher Notwendigkeit. Zum Finanzmanagement und Controlling gehören dabei auch die Planung und Überwachung der Auswertung der Produktion, also z. B. die Preispolitik für Eintrittskarten individuell pro Spielort und das Inkasso gegenüber den Ticketverkäufern. Die Vertriebsplanung für den Ticketverkauf in Zusammenarbeit mit Ticketsystemen ist eine weitere Aufgabe des kommerziellen Theaterproduzenten. Auch weitere Einnahmequellen für die Produktion, etwa im Merchandising oder Sponsoring werden vom Theaterproduzenten entwickelt, geplant, gestaltet und überwacht. Der Theaterproduzent sorgt auch für die korrekte Abrechnung mit Lizenzgebern, Theaterverlagen oder Verwertungsgesellschaften wie z. B. der GEMA.
Der Theaterproduzent ist für die Theaterproduktion auch in rechtlicher Hinsicht verantwortlich: Er klärt vor Produktionsbeginn etwaige Aufführungsrechte, sonstige betroffene Rechte Dritter und weitere rechtliche Fragen im Laufe der Produktion, in der Regel in enger Zusammenarbeit mit seinem Justitiar oder externen Rechtsanwälten. Er sichert die Produktion insoweit rechtlich ab.
Der Theaterproduzent entwickelt federführend und finanziert das gesamte Marketing und die Öffentlichkeitsarbeit für die Theaterproduktion. Dies beinhaltet nach Erarbeitung einer Marketingstrategie sodann die Planung und Durchführung der Marketing- und Kommunikationsmaßnahmen wie z. B. Produktion von Fotos und Filmen, Websites, Plakaten und Werbemotiven, die Gestaltung integrierter Werbe- und Promotion-Kampagnen, Außenwerbung, Marketingkooperationen, Pressearbeit usw. Im Tourneebetrieb erweitert sich dieses Aufgabengebiet nochmals um die Gestaltung, Koordination und Überwachung des überregionalen oder ggf. auch internationalen Marketings und der örtlichen Pressearbeit an den Veranstaltungsorten.
Je nach Art der Produktion ist der Theaterproduzent auch für die Anmietung der Theater verantwortlich oder – im Tourneebetrieb – für die Verträge mit örtlichen Veranstaltern und Dienstleistern sowie für die Überwachung der örtlichen Maßnahmen dieser Partner. Insbesondere die eigene Anmietung von Theatern ist hierbei für eine neue Theaterproduktion ein kostspieliges und risikoreiches Unterfangen, muss doch der finanzielle Erfolg der Neuproduktion im Vorhinein kalkulatorisch abgeschätzt und hieran die erste Laufzeit derselben angepasst werden, was nicht immer gelingt und bei schlechter Auslastung einer Theaterproduktion diese nicht selten finanziell rasch schlecht stellt.
Hieraus ergibt sich auch eine weitere Aufgabe des Theaterproduzenten: die ordnungsgemäße Schließung einer Produktion und die diesbezügliche Abwicklung mit den beteiligten Partnern und Akteuren, mit denen man in Vertragsbeziehungen steht. Sofern sich die Theaterproduktion aufgrund mangelnder Verkäufe finanziell nicht trägt oder nach längerer Laufzeit abgespielt ist, hat der Produzent dies frühzeitig zu erkennen und die Produktion z. B. auf andere Art oder zu einem anderen Zeitpunkt auszuwerten oder ggf. ganz abzusetzen. Das finanzielle Risiko ist hierbei für den Theaterproduzenten, der alle Finanzierungs- und Kostenquellen zu überblicken hat, grundsätzlich ein hohes.

### Voraussetzungen

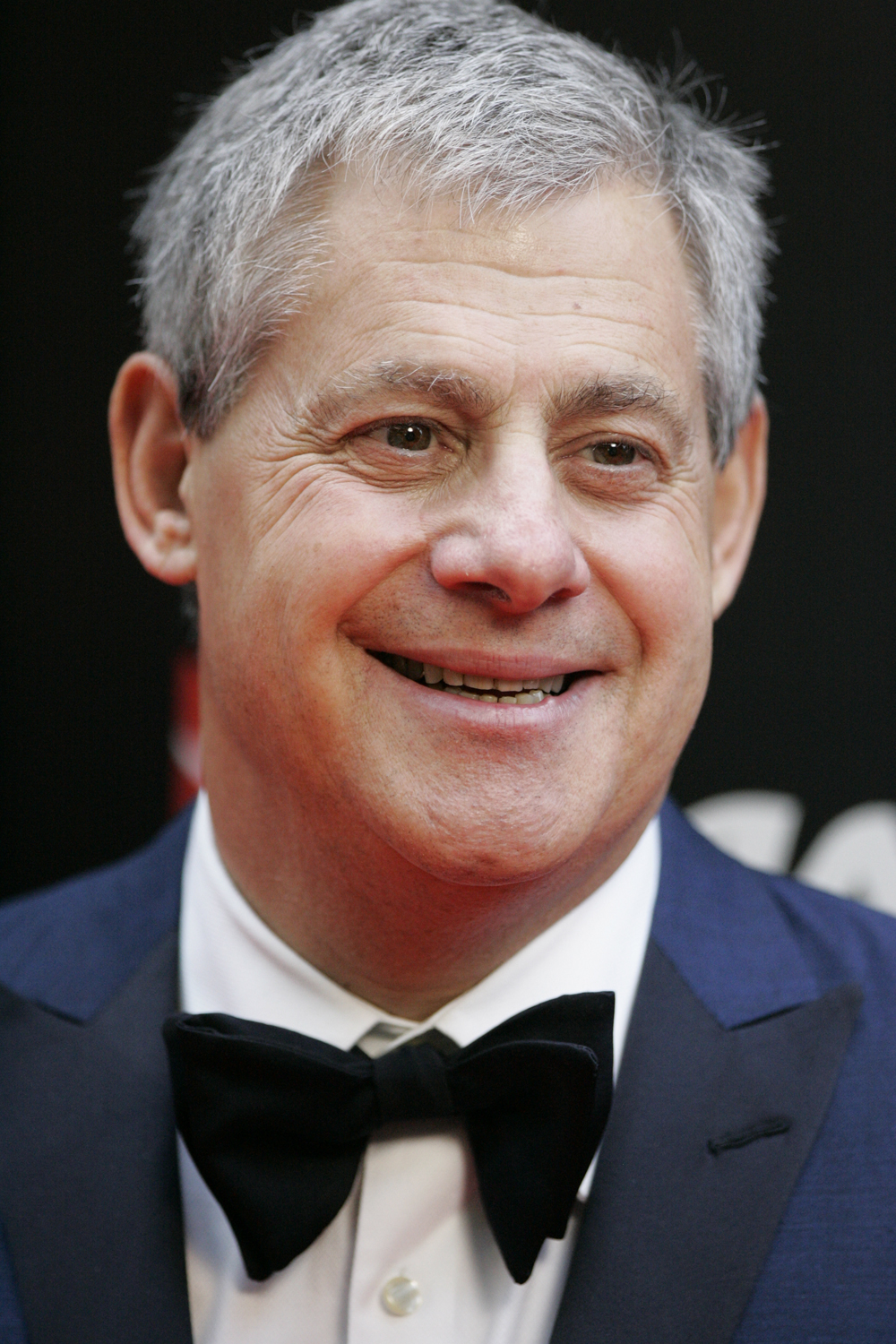
Cameron Mackintosh

Aufgrund der hohen Komplexität, Spezialisierung und Vielschichtigkeit der Arbeit des Theaterproduzenten gibt es für diesen Beruf zumindest im deutschsprachigen Raum keinen Ausbildungsweg; die Arbeit des kommerziellen und unabhängigen Theaterproduzenten ist zudem mit hohen finanziellen Risiken behaftet, die persönliche Leidenschaft für das Metier voraussetzen. Ein alleiniger Zugang zur Profession Theaterproduzent etwa über ein betriebswirtschaftliches Studium wäre wenig sachgerecht. Die meisten Theaterproduzenten kommen vielmehr aus der Arbeitspraxis am Theater oder in der Entertainmentbranche zu ihrem Beruf und haben mitunter zusätzliche besondere Qualifikationen künstlerischer, akademischer, kaufmännischer oder technischer Art. Beispielsweise begann der berühmte britische Theaterproduzent Sir Cameron Mackintosh (u. a. Les Misérables, The Phantom of the Opera, Mary Poppins, Oliver!, Miss Saigon, Cats) seine Laufbahn als Bühnenhelfer (Stagehand) bei Tourneeproduktionen.
Die besondere Stellung des Theaterproduzenten erfordert neben Marktkenntnis, künstlerischem und psychologischem Feingefühl, gehobenen Managementfähigkeiten, Verhandlungsgeschick und kaufmännischem wie juristischem Wissen auch große Expertise im Marketing und eine ständige Beobachtung des internationalen Theatermarktes und der Publikumsentwicklung im Heimatmarkt. Zudem benötigt der Theaterproduzent auch Wissen über alle technischen und logistischen Aspekte einer Theaterproduktion (Bühnentechnik, Bühnenbild, Lichttechnik, Tontechnik, Spezialeffekte). Auch benötigt insbesondere der unabhängige Theaterproduzent, der nicht an ein festes Theater gebunden ist, ein starkes Netzwerk von Partnern, Investoren und ggf. Veranstaltern, was unerfahrenen oder jungen Theaterproduzenten den Einstieg in diesen Beruf zusätzlich erschwert.
In Großbritannien sorgt hingegen die gemeinnützige Organisation STAGE ONE, ein Ableger der Society of London Theatre, für die Entwicklung, Ausbildung und finanzielle Förderung des Nachwuchses von Theaterproduzenten. Dies wird begründet mit der Relevanz des Theaterproduzenten für den Fortbestand der britischen Theaterlandschaft und der auch signifikanten wirtschaftlichen Bedeutung für Großbritannien, auch durch Kulturexporte.

## Historische Vorbilder

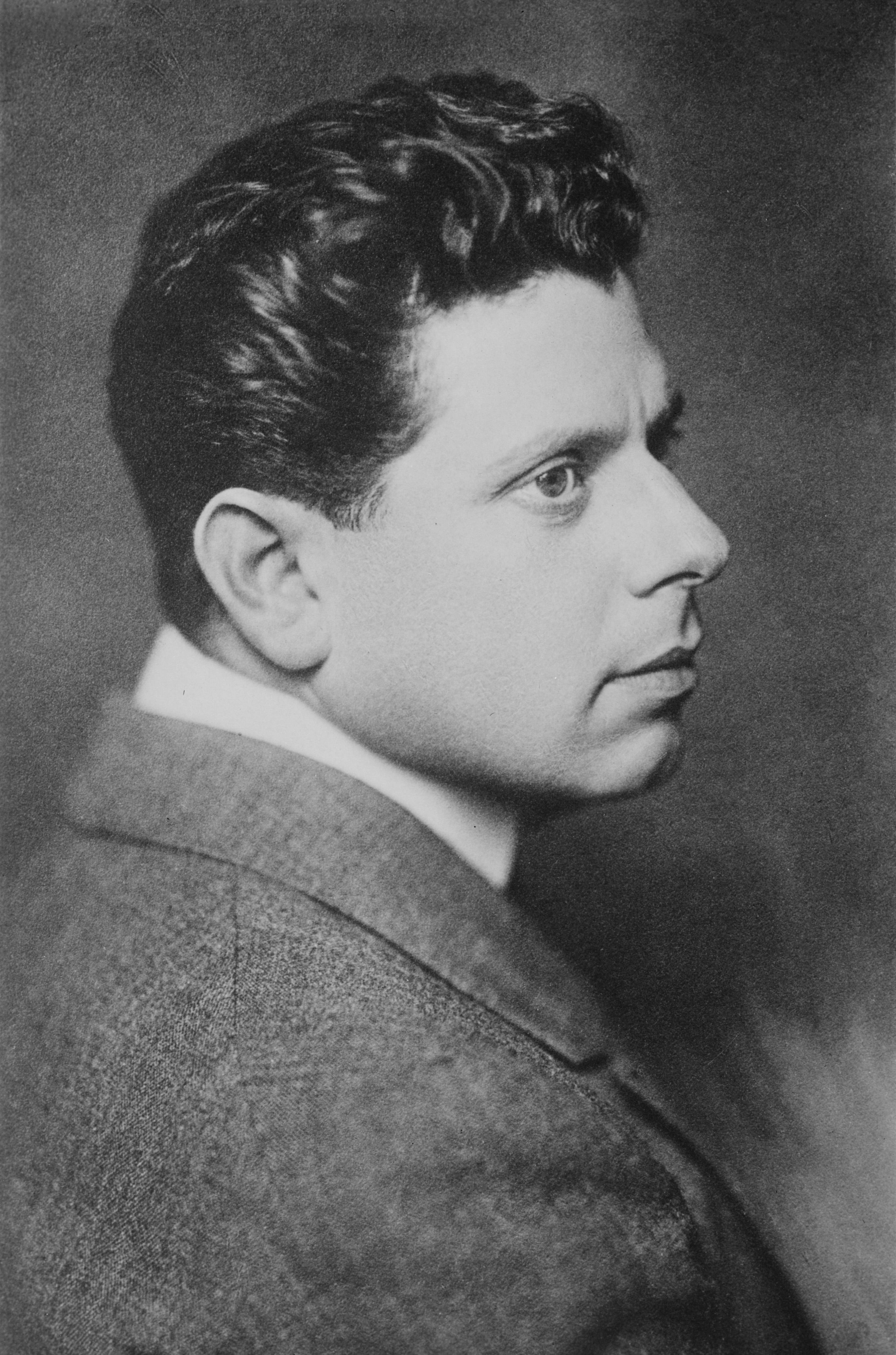
Max Reinhardt

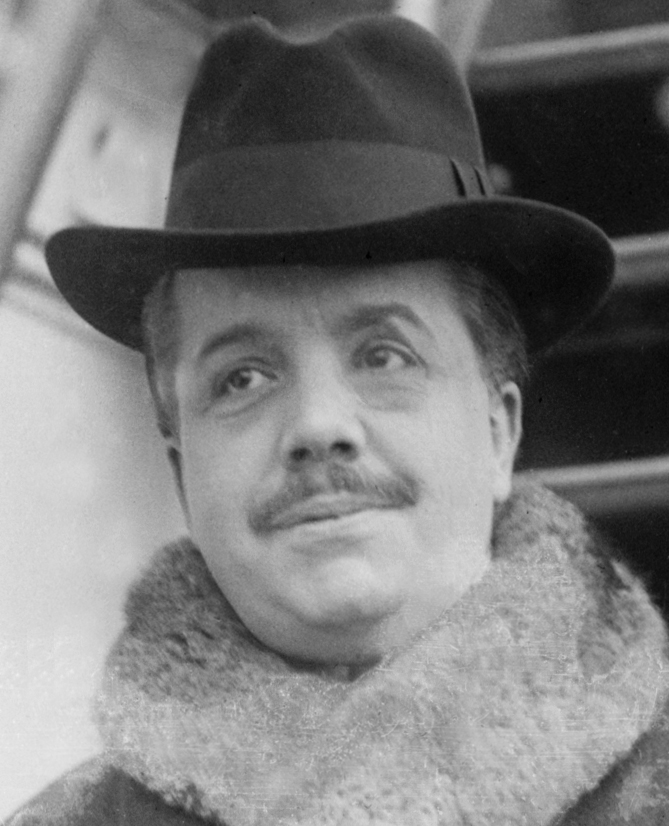
Sergei Pawlowitsch Djagilew

William Shakespeare gilt als ein Urtypus des Theaterproduzenten, war er neben seiner künstlerischen Arbeit, die er stets auch strategisch an Marktbedingungen ausrichtete, ein überaus erfolgreicher Theaterunternehmer. Später trifft dies zuvorderst zu auf Sergei Pawlowitsch Djagilew, der als Impresario der Ballets Russes mit seinen Produktionen das Tanztheater neu definierte und großen kulturellen Einfluss ausübte. Auch Max Reinhardt besitzt eine Vorbildfunktion als kommerzieller Theaterproduzent durch seine Produktion gänzlich neuer, ambitionierter und kommerziell erfolgreicher Formate im Unterhaltungstheater, bei denen er als Produzent hohe wirtschaftliche Risiken einging. Max Reinhardt war „der Herr des größten, international operierenden Theaterkonzerns seiner Tage“ (DIE ZEIT). Für das kommerzielle Broadway Theater gilt David Merrick als prägend, dessen Produktivität und Profitabilität als Produzent bis heute als unerreicht gelten, ebenso wie seine Kreativität in der PR für seine Produktionen.
Auf ironische Weise setzte sich Mel Brooks mit der Rolle des Theaterproduzenten im Film „Frühling für Hitler“ (Originaltitel: The Producers) von 1968 sowie in seinem Musical „The Producers“ auseinander.